# Свети Николай (Кремен)
„Свети Николай Чудотворец“ или „Свети Никола“ е възрожденска българска църква, енорийски храм на пиринското село Кремен, част от Неврокопската епархия на Българската православна църква.

## История
Храмът, разположен в центъра на селото, е построен в 1835 година.